# What the World Needs Now
What the World Needs Now je šestá epizoda šesté série amerického hudebního televizního seriálu Glee a v celkovém pořadí stá čtrnáctá epizoda tohoto seriálu. Napsal ji Michael Hitchcock, režírovala Barbara Brown a poprvé se vysílala ve Spojených státech dne 6. února 2015 na televizním kanálu Fox.
Mercedes Jones se vrací na McKinleyovu střední školu, aby pomohla Rachel Berry s New Directions a také jí přesvědčila k návratu do New Yorku na Broadway. Mezitím se Santana Lopez a Brittany Pierce připravují na svou svatbu a Brittany se snaží spravit přetrhaná pouta mezi Santanou a její babičkou.

## Obsah epizody
Sam Evans (Chord Overstreet) a Rachel Berry (Lea Michele) mají trapné schůzky, protože si uvědomí, že k sobě navzájem něco cítí, ale Sam je stále zamilovaný do své bývalé přítelkyně Mercedes Jones (Amber Riley). Mezitím Brittany Pierce (Heather Morris) diskutuje ohledně svatby se Santanou Lopez (Naya Rivera) se svými rodiči Piercem (Ken Jeong) a Whitney (Jennifer Coolidge). Prozradí ji, že jejím skutečným otcem je Stephen Hawking, což vysvětluje její vysokou inteligenci. Rachel a Kurt Hummel (Chris Colfer) zadávají členům New Directions, Kitty Wilde (Becca Tobin), Spenceru Porterovi (Marshall Williams), Jane Hayward (Samantha Marie Ware), Roderickovi (Noah Guthrie), Masonovi McCarthymu (Billy Lewis Jr.) a Madison McCarthy (Laura Dreyfuss) (a přidají se k nim bývalí členové New Directions, Artie Abrams (Kevin McHale), Brittany a Santana) jako týdenní úkol písně od Burta Bacharacha a Mercedes je přítomna jako jejich mentorka. Mercedes se také snaží přesvědčit Rachel, aby pokračovala ve vztahu se Samem a informuje ji, že v New Yorku probíhá konkurz na nový muzikál, kterého by se měla zúčastnit. Nicméně je Rachel stále vystrašená ze svých předchozích proher a není si jistá, jestli chce jít na konkurz. Mercedes požádá mužské členy New Directions spolu s Blainem Andersonem (Darren Criss), aby jí pomohli Rachel přesvědčit.
Brittany požádá Artieho, aby se stal jejím plánovačem svatby, on souhlasí a dohodnou se na tématu „nebe“. Když si Brittany se Santanou prochází seznam hostů, které pozvou, Santana váhá ohledně pozvání své babičky Almy (Ivonne Coll), která jí zavrhla, když se ji Santana přiznala ke své orientaci (viz epizoda Políbila jsem dívku). Brittany se bez Santanina vědomí rozhodne u Almy pracovat jako zdravotní sestřička, spřátelí se s ní, řekne ji, že je zasnoubená, ale neřekne s kým. Brittany přiměje Almu říct v jejím webovém pořadu, jak důležité je mít rodinu na své vlastní svatbě. Sam řekne Mercedes, že k ní stále něco cítí, ale ona mu řekne, že mohou být pouze přáteli a že by měl jít dál a podpoří ho ve vztahu s Rachel. Rachel se nakonec rozhodne jet do New York a zúčastnit se konkurzu. Brittany pozve Almu na vystoupení, kde jí odhalí, že její snoubenkou je Santana, ale Alminy předsudky jsou příliš silné a odmítá jejich zasnoubení, Brittany a Santana se ale přes to přenesou. Bývalí a současní členové New Directions spolu s Willem Schuesterem (Matthew Morrison) oslavují lásku Brittany a Santany.

## Seznam písní
- „I'll Never Fall in Love Again“
- „Baby It's You“
- „Wishin' and Hopin'“
- „Arthur's Theme (Best That You Can Do)“
- „(They Long to Be) Close to You“
- „Promises, Promises“
- „Alfie“
- „What the World Needs Now Is Love“

## Hrají
| Chris Colfer     | Kurt Hummel             |
| Darren Criss     | Blaine Anderson         |
| Dot Jones        | trenérka Shannon Beiste |
| Jane Lynch       | Sue Sylvester           |
| Kevin McHale     | Artie Abrams            |
| Lea Michele      | Rachel Berry            |
| Matthew Morrison | William Schuester       |
| Amber Riley      | Mercedes Jones          |
| Chord Overstreet | Sam Evans               |